# Dambudzo Marechera
Dambudzo Marechera (Charles William Dambudzo Marechera, n. în Rusape, Zimbabwe, 4 iunie, 1952 - d. în Harare, Zimbabwe, 18 august, 1987) a fost un romancier și poet zimbabwian.
1. 1 2 3  Autoritatea BnF, accesat în 10 octombrie 2015
2. 1 2  Dambudzo Marechera, Brockhaus Enzyklopädie
3. ↑  Dambudzo Marechera, Encyclopædia Britannica Online, accesat în 9 octombrie 2017
4. ↑  Autoritatea BnF, accesat în 25 martie 2017